# Nyquist-frequentie

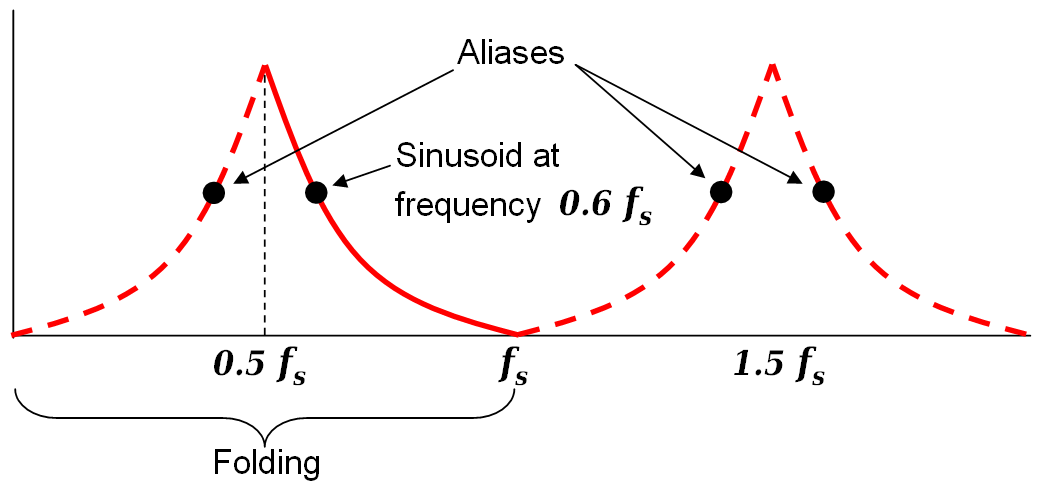
Fig. 1 De zwarte punten zijn elkaars aliassen. De volle rode lijn geeft een voorbeeld weer van het aanpassen van amplitude vs. frequentie. De gestreepte rode lijnen geven de bijhorende sinusfunctie van de aliassen weer

De nyquistfrequentie, genoemd naar elektronisch ingenieur Harry Nyquist, is gelijk aan de helft van de sampling-snelheid van een systeem dat gebruikmaakt van intervallen binnen een signaal.
Deze frequentie staat ook bekend als de vouwvervormingsfrequentie van een sampling-systeem. Een voorbeeld van deze vouwvervorming is weergegeven in Figuur 1, waar fs de sampling-snelheid voorstelt en 0,5 fs de Nyquist frequentie is die daarmee overeenstemt. Het zwarte punt in de figuur, met als x-coördinaat 0,6 fs, stelt de amplitude en frequentie van een sinusfunctie voor waarvan de frequentie 60% van de sampling-snelheid bedraagt (fs). De andere drie punten geven de frequentie en amplitude weer van drie andere sinusoïden die eenzelfde serie samples zou produceren als diegene die eigenlijk gesampled werd. Deze symmetrie van 0,5 fs noemen we de vouwvervorming.
De nyquistfrequentie mag niet verward worden met de bemonsteringsfrequentie. Deze frequentie is namelijk de minimale sampling-snelheid die voldoet aan het nyquistbemonsteringscriterium voor een gegeven signaal of gebundelde signalen, en is gelijk aan het dubbele van de maximum competente frequentie van de functie die gesampled wordt. Bijvoorbeeld: de bemonsteringsfrequentie voor de weergegeven sinusfunctie is bij 0,6 fs gelijk aan 1,4 fs, wat betekent dat de functie bij deze frequentie undersampled is.
Omdat een signaal meestal wordt weergegeven in functie van de tijd, worden sample-snelheden meestal uitgedrukt in samples/seconde, en wordt gebruikgemaakt van cycli/seconde als eenheid (=Hertz). Wanneer een signaal wordt weergegeven in functie van de afstand, zoals in een imaginair samplingsysteem, wordt de sample-snelheid in punten per meter en de bijhorende Nyquist frequentie in cycli per meter uitgedrukt.
In onder meer de telecommunicatie en de elektronische signaalverwerking is de nyquistbemonsteringsfrequentie de theoretisch minimaal benodigde bemonsteringsfrequentie waarmee een gegeven, in bandbreedte begrensd signaal volledig kan worden gerepresenteerd, met andere woorden op betrouwbare wijze kan worden gereconstrueerd vanuit de bemonsterde waardes. Als de hoogste in het signaal voorkomende frequentie f0 is, dan is de nyquistbemonsteringsfrequentie 2f0. Omgekeerd, bij een gegeven bemonsteringsfrequentie f, is de maximale frequentie f/2 die uit het bemonsterde signaal correct kan worden gereconstrueerd de nyquistfrequentie.
Als een signaal wordt bemonsterd met bemonsteringsfrequentie f, dan is iedere aanwezige signaalcomponent boven een frequentie f/2 niet betrouwbaar reconstrueerbaar vanuit de signaalmonsters. De frequentie f/2 staat bekend als de nyquistfrequentie, onder verwijzing naar het bemonsteringstheorema van Nyquist-Shannon. De frequentiecomponenten die boven de nyquistfrequentie liggen gaan niet verloren, maar worden gemengd met de lager-frequente componenten. Na bemonstering is deze vermenging niet meer ongedaan te maken. Dit ongewenste effect wordt aliasing genoemd. 
Bijvoorbeeld, in compact disc-geluid met een bemonsteringsfrequentie van 44.100 Hz kunnen geen frequenties die hoger zijn dan 22.050 Hz opgeslagen worden.

## Opmerkingen
1. De feitelijke bemonsteringsfrequentie die nodig is om het originele signaal te kunnen reconstrueren moet in de praktijk enigszins hoger zijn dan de nyquistbemonsteringsfrequentie omdat filters een eindige overgang hebben. De ingenieursvuistregel hiervoor schrijft voor 2,2 • f0 te gebruiken als bemonsteringsfrequentie.
2. De nyquistbemonsteringsfrequentie is ook de maximale frequentie waarbij ideale ‘pulsen’ door een ideaal laagdoorlaatkanaal kunnen worden gestuurd. Met andere woorden: als het kanaal alle frequenties doorlaat van W (in Hz) of lager, dan is het mogelijk om door dit kanaal 2W pulsen/sec te transporteren. Evenals in opmerking 1 is de feitelijk haalbare pulsherhalingsfrequentie enigszins lager, vanwege niet-perfecte pulsvormen en filters die in praktisch realiseerbare systemen worden toegepast.